# St. Georgen (Glauchau)

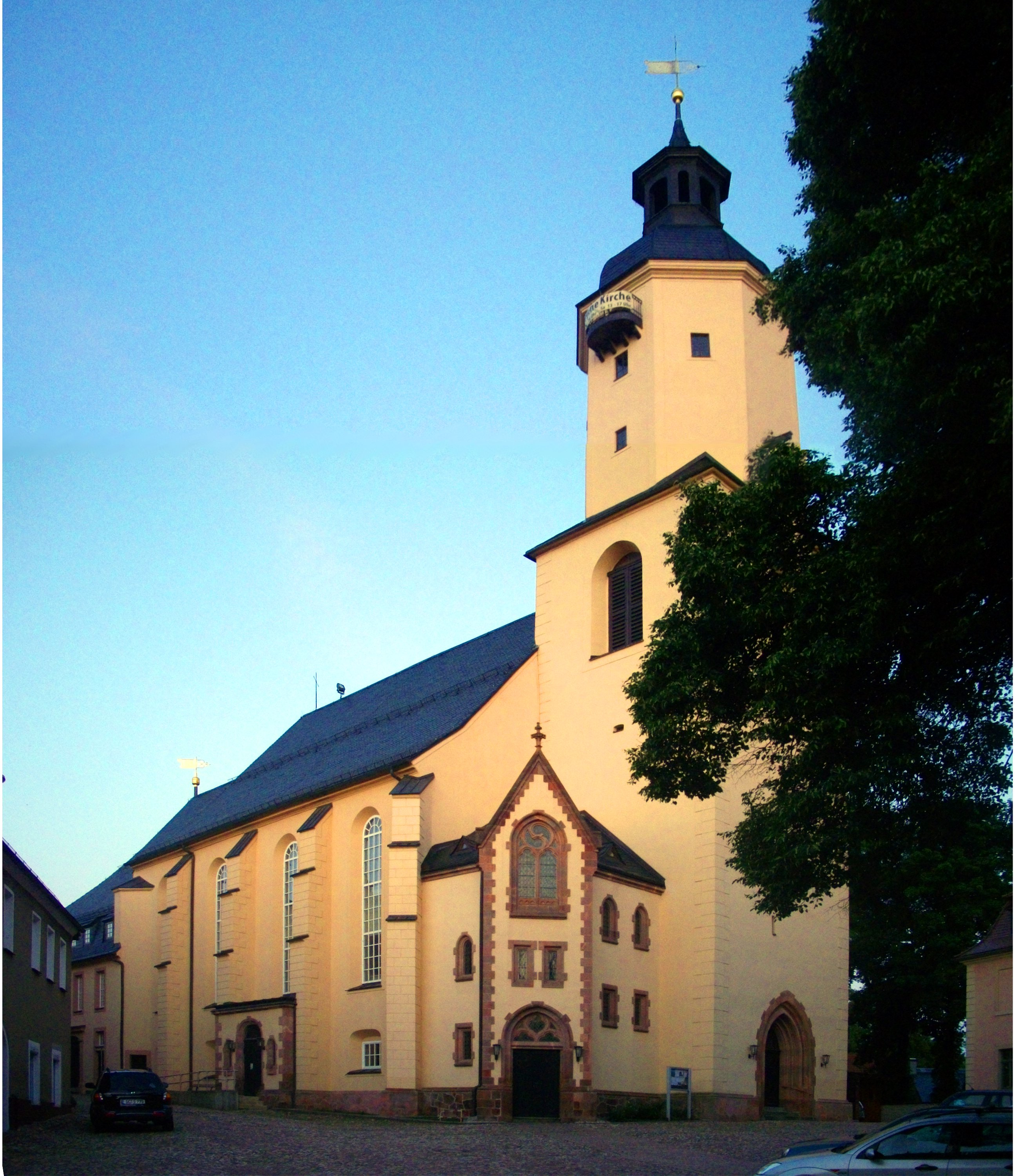
St. Georgen (Glauchau)

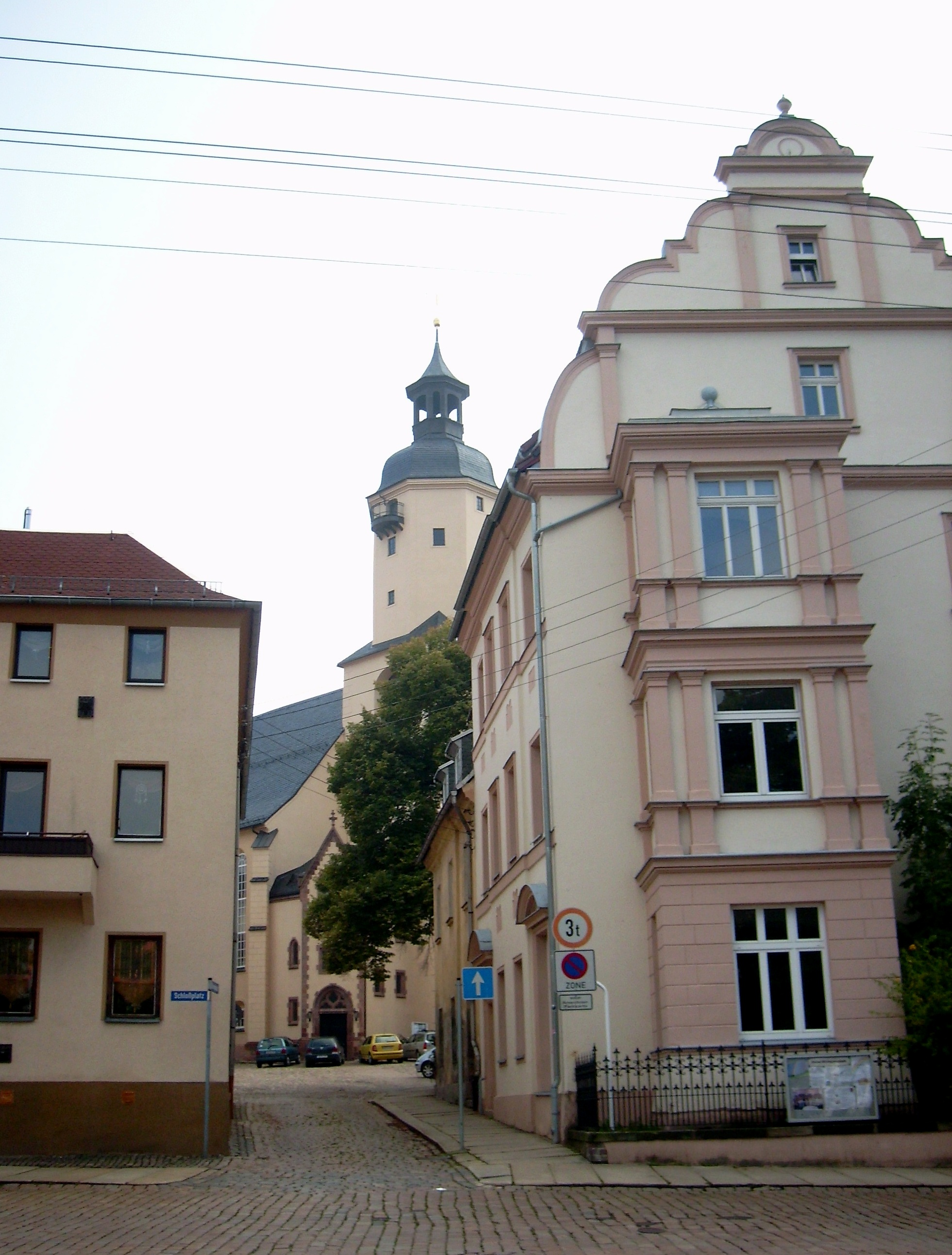
St. Georgen im Stadtbild von Glauchau

Die evangelische Stadtkirche St. Georgen ist eine barocke Kirche in Glauchau im Landkreis Zwickau in Sachsen. Sie gehört zur Kirchengemeinde Glauchau (Zusammenschluss St. Georgengemeinde Glauchau, Luthergemeinde Glauchau und Kirchgemeinde Wernsdorf)  im Kirchenbezirk Zwickau der Evangelisch-Lutherischen Landeskirche Sachsens und ist insbesondere durch ihre Orgel von Gottfried Silbermann bekannt.

## Geschichte und Architektur

### Mittelalterlicher Vorgängerbau
Eine mittelalterliche Kirche St. Georgen muss schon im Jahre 1256 bestanden haben, denn eine Urkunde aus Glauchau nennt in diesem Jahre einen Pfarrer „Friedericus de Gluchowe“ als pachorrianus venerabilis („ehrwürdiger Pfarrer“). Zunächst soll es sich um eine hölzerne Kirche gehandelt haben, die später in Stein ausgeführt wurde. Dies dürfte laut einem Dokument von 1363 vor Mitte des 14. Jahrhunderts erfolgt sein. 1363 ist belegt, dass diese Kirche dem heiligen Georg geweiht wurde.
Die Kirche befand sich – gut geschützt – zusammen mit Burg und Innenstadt („Rechtstadt“) auf bergartigen Erhebungen des rechten Hochufers der Zwickauer Mulde, die durch mehrere kleine Seitentäler (der Zwickauer Mulde) und durch die mittelalterliche Stadtmauer der Innenstadt ehemals geschützt wurde.
Am 18. Oktober 1542 wurde in der alten gotischen Georgenkirche die erste evangelische Predigt gehalten durch den Leipziger Superintendenten Johann Pfeffinger (1491–1573). Dies erfolgte auf Druck des sächsischen Herzogs Moritz (1521–1553) unter den unmündigen Erben des Ernst II. von Schönburg (1486–1534). Ernst II. war ein strenger Katholik gewesen. Es bestand zu dieser Zeit eine Vormundschaftsregierung für Ernsts unmündige Erben.
Es wurden dann eine Kirchenordnung erlassen und ein Superintendent eingesetzt. Am 11. September 1630 vernichtete ein Großbrand sämtliche Häuser innerhalb der Stadtmauern, mit Ausnahme von Schloss, Georgenkirche und Superintendentur.
1717 wurde eine Aufsichtsstelle für schönburgisches Kirchenwesen in Glauchau als Konsistorium eingerichtet, dem auch die Georgenkirche unterstand.
Am 24. Oktober 1712 vernichtete ein Brand 343 Wohnhäuser, alle kommunalen Gebäude und griff auch auf St. Georgen über. Es blieb eine Ruine der Kirche stehen.

### Erster barocker Bau
Ein erster barocker Kirchen-Aufbau erfolgte 1715. Diese Kirche wurde am 1. Oktober 1715 erstmals benutzt/geweiht. Als man aber feststellte, dass die Brandschäden am Mauerwerk tiefergehend waren und alles einzustürzen drohte, riss man den ganzen Bau im Mai 1726 ab.

### Barocker heutiger Kirchenbau
Die heutige Stadtkirche St. Georgen ist ein stattlicher barocker Bau, der in den Jahren 1726 bis 1728 unter Einbeziehung von Resten des gotischen Vorgängerbaus durch Baumeister Johann Herrmann, Hofzimmermeister Johann Michael Dörffel und Bauunternehmer Samuel Nendel neu errichtet wurde. Der Neuaufbau erfolgte ab dem 9. Juli 1726.
Der quadratische Unterbau des gotischen Kirchturmes mit einem gotischen Portal und Teile der Chorwand wurden in den Neubau einbezogen. Am 15. Februar 1728 wurde dieser geweiht.
Beim Stadtbrand von 1813 blieb die Georgenkirche verschont. Restaurierungen wurden 1812 und 1842 durchgeführt, eine durchgreifende Erneuerung erfolgte 1891–1892; dabei erhielt der Innenraum eine neue Farbfassung unter Leitung von Christian Schramm. Eine umfangreiche Innenrestaurierung mit Zurückführung auf den barocken Ursprungszustand wurde in den Jahren 1960 bis 1964 durch Helmar Helas und Albert Pitzschler durchgeführt.
Die Kirche ist ein rechteckiger Putzbau; der eingezogene Chor ist mit einem Dreiachtelschluss ausgestattet, der mit kräftigen Strebepfeilern versehen ist. An der Nord- und Südseite des Chores sind zweigeschossige Logen angebaut. Der kräftige Westturm zeigt einen quadratischen Unterbau und enthält das Hauptportal des gotischen Vorgängerbaus. Das Glockengeschoss setzt sich polygonal fort und ist mit einer welschen Haube und Laterne abgeschlossen.
Der Innenraum ist als dreischiffige Emporenhalle. Klassisch strenge quadratische Steinpfeiler tragen die zweigeschossigen Emporen und die architravartigen Unterzüge. Mittelschiff und Chor haben Spiegelgewölbe. Die Decken unter den Emporen und über den Seitenschiffen sind flach und schmucklos. An der Ostseite sind hinter dem Altar zwei verglaste Logen der Grafen von Schönburg-Hinterglauchau und Schönburg-Forderglauchau angeordnet. Ein zweigeschossiger Logenprospekt an der nördlichen Chorwand ist mit Pilastergliederung und kräftigen verkröpften Gesimsen gegliedert. Die beiden Logen an der Chorsüdwand sind schmucklos. Im Süden schließen sich an den Chor Sakristei und Taufkapelle an.

### Neuzeit
Als 1911 die Gottesackerkirche (heutiger Schillerplatz/Schillerpark) in Glauchau abgerissen wurde, wurden fünf bedeutende Grabsteine Glauchauer Persönlichkeiten von deren Außenseite an die Außenseiten von Sankt Georgen umgesetzt.
Bei umfangreichen Sanierungsmaßnahmen an St. Georgen 2004 wurden die Grabsteine – die im Freien der Witterung ausgesetzt waren – demontiert und ins Museum Schloss Hinterglauchau verbracht.
(Siehe auch: Schloss Hinterglauchau #Lapidarium.)
Jubiläen beziehen sich auf die Nennung des Pfarrers 1256.

## Ausstattung

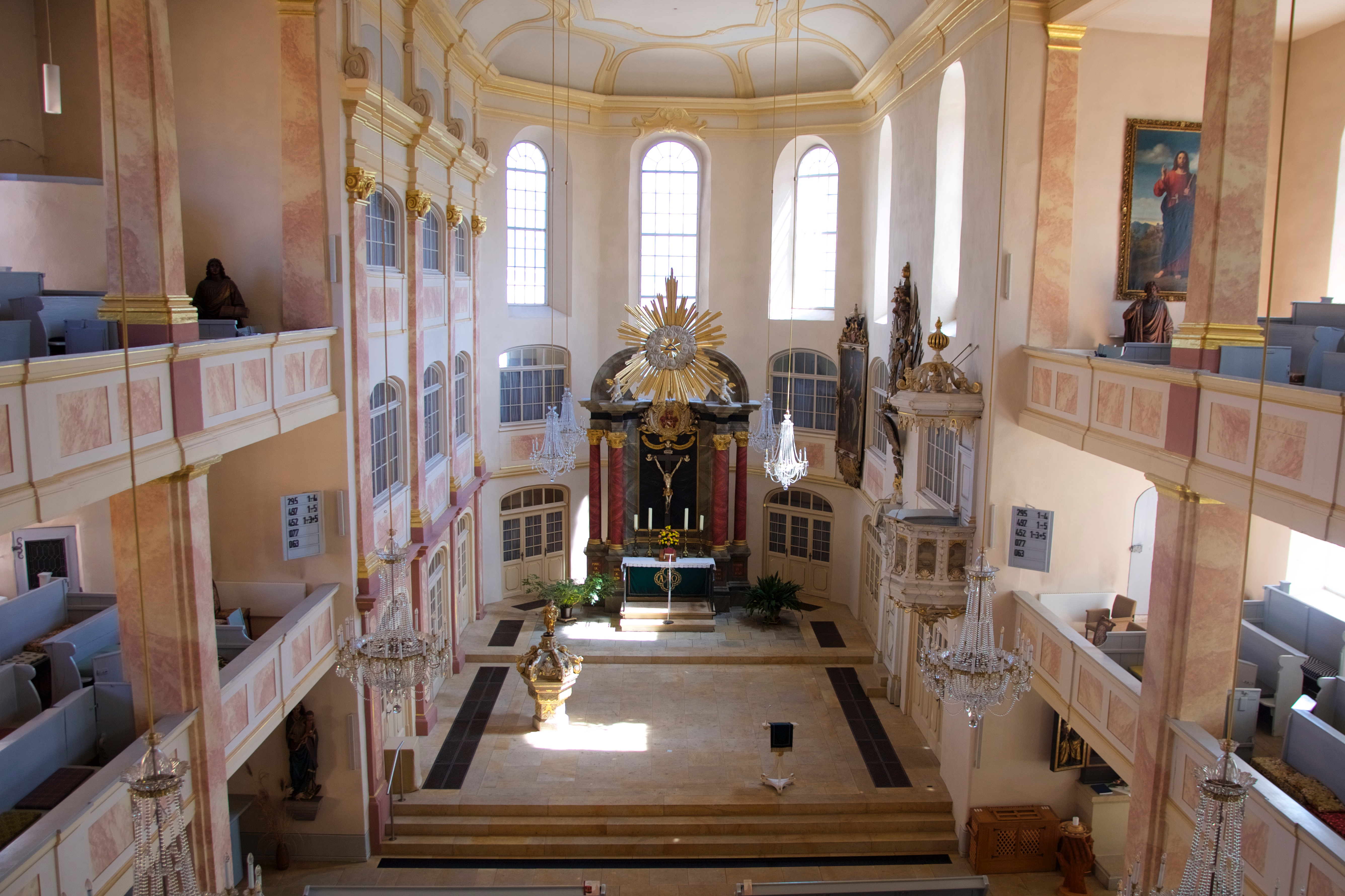
Innenansicht mit Blick auf den Altar

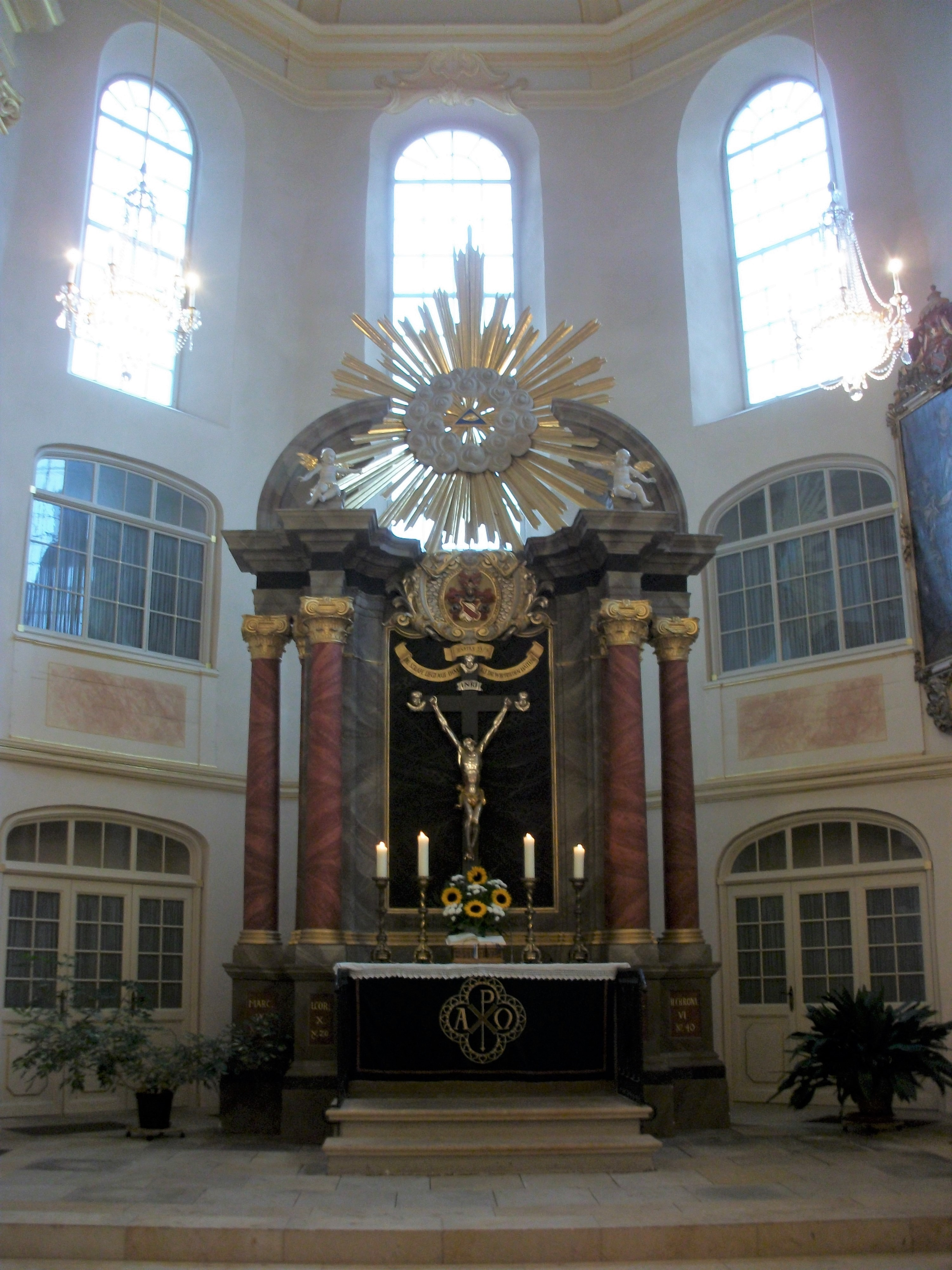
Altar

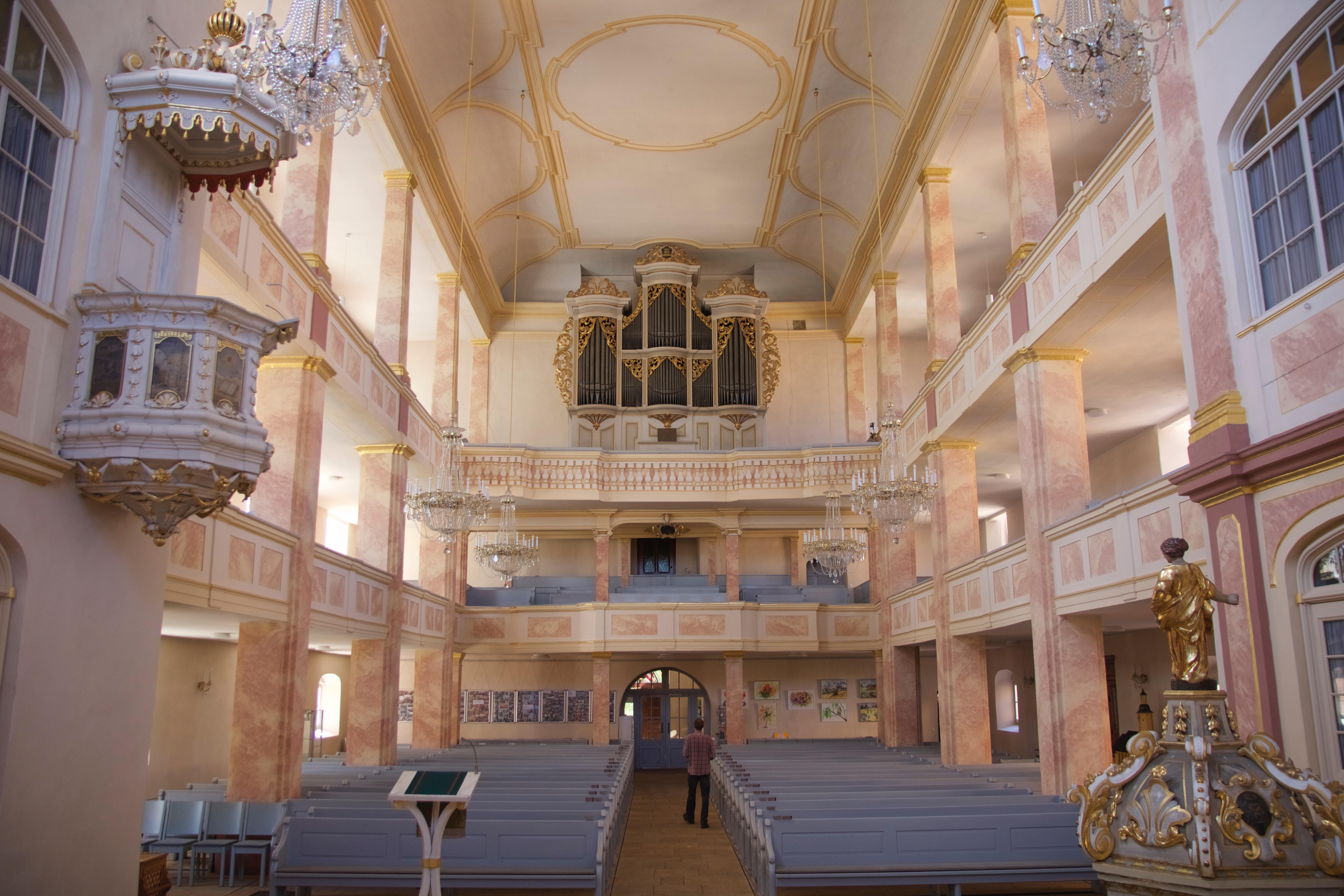
Innenansicht nach Westen

Im Chorraum steht ein barocker Sandsteinaltar von 1728 mit architektonischer Gliederung, der von Graf Otto Ernst von Schönburg-Hinterglauchau gestiftet wurde. Er wurde 1960/1964 auf das barocke Erscheinungsbild zurückgeführt und durch den hölzernen Altaraufsatz mit Gloriole und Kruzifix am Mittelteil des Altars ergänzt. Der barocke kelchförmige polygonale Taufstein stammt aus dem Jahr 1729 und ist mit Blattwerk geschmückt; der Holzdeckel ist als sechsteilige, reich geschnitzte Krone ausgebildet und mit drei gemalten Medaillons mit Taufdarstellungen versehen, die durch eine weibliche Figur bekrönt werden. Die barocke Kanzel (restauriert 1960–1964) zeigt an den Brüstungsfeldern Gleichnisse mit Christus als Licht der Welt, als Sämann, als der gute Hirte, als der rechte Weinstock, als das Lamm und als Tür. Auch Kanzel und Taufstein wurden 1728 oder 1729 gestiftet. Der Kauf- und Handelsmann Georg Friedrich Treffurth (1685–1755), Mitgründer der Glauchauer Firma Treffurth & Herrmann und Bürgermeister zu Glauchau, stiftete den Altar. Er war auch Oberkirchenvorsteher der Georgenkirche. An der Chorsüdwand zwischen Altar und Kanzel sind zwei farbig gefasste, hölzerne Epitaphe mit dem gemalten Bildnis des Grafen Otto Ernst von Schönburg und dem gemalten Brustbild des Grafen Friedrich Erdmann von Schönburg angebracht, umgeben von Trophäen (gestiftet 1738).
Gräfin Charlotte Elisabeth von Schönburg-Mittelglauchau (1698–1738) errichtete nach dem Tod ihres Gemahls, der 1727 verstarb, ihm zu Ehren hier das sogenannte „Kriegsgerüste“, das bis heute vorhanden ist.
In der schmucklosen Taufkapelle steht die klassizistische Taufe von 1842, die eine in Eisenguss gefertigte Säule mit Engeldarstellungen zwischen Palmen zeigt, welche die Gnadenmittel, das Wort Gottes und beide Sakramente symbolisieren. Der Deckel besteht aus Messing. An der Westseite der Taufkapelle steht ein neugotischer Schnitzaltar aus der Schlosskapelle von Schloss Hinterglauchau mit Kreuzigungsgruppe, der von der Mayerschen Kunstanstalt in München gefertigt wurde, mit Figuren in Weißfassung.
Im Kirchenschiff an den Pfeilern der Nordempore sind zwei qualitätvolle, unterlebensgroße gefasste Schnitzfiguren erhalten, die den heiligen Mauritius und den heiligen Stephanus darstellen und vom Gesprenge eines verloren gegangenen gotischen Schnitzaltars stammen. Unter der Nordempore sind Reste einer kunstvollen Predella mit der Anbetung der Heiligen Drei Könige erhalten, mit farbig gefassten Schnitzfiguren vor vergoldetem Hintergrund. An gleicher Stelle steht eine anmutige, lebensgroße Mondsichelmadonna, eine farbige Schnitzfigur aus der Zeit um 1480/1490 vermutlich vom ehemaligen Hochaltar.
Unter der Südempore steht ein kleiner spätgotischer Flügelaltar ohne Predella und Aufsatz. Er zeigt im Schrein die Heilige Familie, im linken Flügel die geschnitzte Darstellung des Johannes Evangelista und eines Heiligen ohne Attribut, im rechten Flügel Petrus und die heilige Elisabeth. Auf den Rückseiten der Flügel sind gemalte Ranken aus Weintrauben und Ähren sowie Bibelsprüche dargestellt. Die bemalten Schnitzfiguren stehen vor vergoldetem, punziertem Grund. Die Fassung und Bemalung des kleinen Schnitzaltars weisen auf die Werkstatt des Zwickauer Bildschnitzers Peter Breuer hin, die Figuren auf die Altenburger Werkstatt des Franz Prüfer. Laut anderer Quelle entstand dieser Altar um 1500 wohl in der Altenburger Werkstatt von Franz Geringswald († 1540) und überstand den großen Stadtbrand (gemeint ist wohl der vom 24. Oktober 1712), weil er sich ehemals in der Glauchauer Gottesackerkirche – vor der Glauchauer Vorstadt – befand.
Auf der Südempore befindet sich eine Kopie des Gemäldes Christus als Lehrer von Giovanni Bellini. Davor sind lebensgroße ungefasste, qualitätvolle Schnitzfiguren des 19. Jahrhunderts angeordnet, welche die vier Evangelisten darstellen. Im Kirchenschiff werden ein steinerner, dornengekrönter Christuskopf und ein kleines Keramikrelief mit Darstellung der Geißelung aufbewahrt, beides aus dem 15. Jahrhundert.
In der kreuzgratgewölbten Turmhalle (Eingangshalle) findet sich ein kleines steinernes Epitaph für Graf Richard Clemens von Schönburg-Hinterglauchau(-Rochsburg) (* 19. November 1829 Berlin; † 19. Oktober 1900 ebenda), eine schlichte Arbeit vom Beginn des 20. Jahrhunderts.

## Orgel

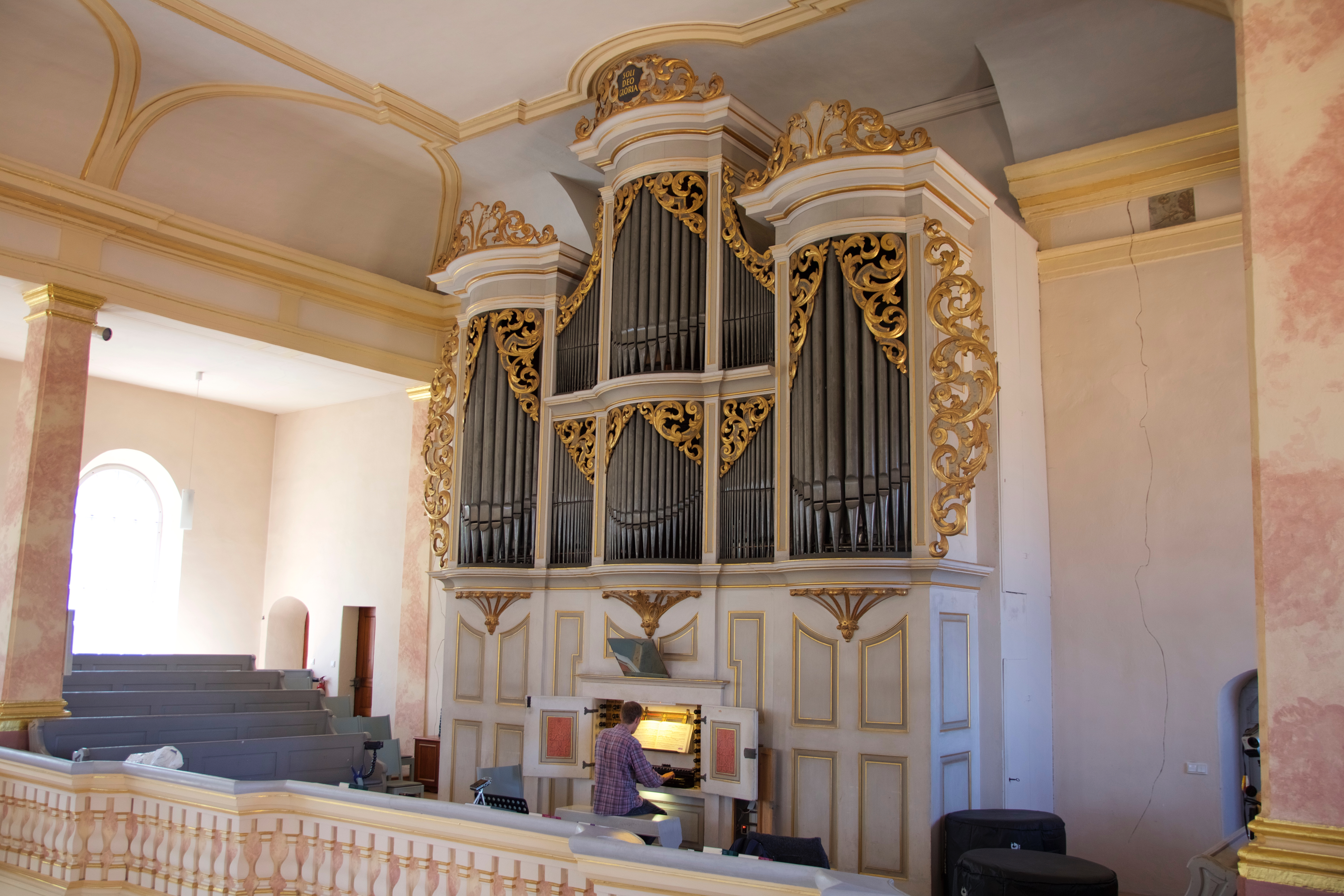
Silbermann-Orgel

Die Orgel mit wohlproportioniertem Prospekt ist ein Werk von Gottfried Silbermann aus den Jahren 1729/1730. Sie umfasst 27 Register auf zwei Manualen und Pedal. Sie wurde mehrfach verändert und 1997/1998 durch die Firma Eule Orgelbau Bautzen nach Originaldisposition restauriert. Dabei wurde eine ungleichschwebende Stimmungsart wiederhergestellt. Weiterhin wurden der ursprüngliche Pedalumfang, neue Pedal- und Manualklaviaturen, der Tremulant und die Gebläseanlage originalgetreu rekonstruiert. Im Ergebnis der Geschichte der Orgel sind etwa 24 % aller Pfeifen noch von Silbermann, dabei jedoch keine unveränderte Metallpfeife.
| Hauptwerk CD–c3 |         |         |
| Bordun          | 16′     |         |
| Principal       | 08′     |         |
| Rohrflöthe      | 08′     |         |
| Octav           | 04′     |         |
| SpitzFlöthe     | 04′     |         |
| Quinta          | 03′     |         |
| Octava          | 02′     |         |
| Tertia          | 01 3⁄5′ |         |
| Cornet          | III     | (ab c1) |
| Mixtur          | III     |         |
| Cymbel          | II      |         |

| Oberwerk CD–c3 |                    |  |
| Principal      | 8′                 |  |
| Gedackt        | 8′                 |  |
| Qvintaden      | 8′                 |  |
| Octav          | 4′                 |  |
| Rohrflöthe     | 4′                 |  |
| Nassat         | 3′                 |  |
| Octava         | 2′                 |  |
| Qvinta         | 1 ⁄2′              |  |
| Sufflöth       | 1′                 |  |
| Sesqvialtera   | (4⁄5′, ab c1 3⁄5′) |  |
| Mixtur         | III                |  |
| Vox human.     | 8′                 |  |

| Pedal CD–c1   |     |  |
| Princip. Bass | 16′ |  |
| Octav. Bass   | 08′ |  |
| Posaunen. B.  | 16′ |  |
| Trompete      | 08′ |  |

Nebenregister
- Tremulant (Hauptwerk)
- Schwebung (Tremulant Oberwerk)
- Schiebekoppel II/I
- Pedalcoppel (I/P)
- Klingel

Anmerkungen
- Tonhöhe: Chorton, 1998 rekonstruiert 463,6 Hz
- Stimmung: Ursprüngliche Temperatur nicht nachweisbar, seit 1998 annähernd wohltemperiert.
- Winddruck: etwa 85 mm WS

## Geläut
Das Geläut besteht aus vier Bronzeglocken. Der Glockenstuhl ist aus Eichenholz wie auch die Glockenjoche und wurden 2002 erneuert.
Im Folgenden eine Datenübersicht des Geläutes:
| Nr. | Gussdatum | Gießer                        | Material | Durchmesser | Masse   | Schlagton |
| --- | --------- | ----------------------------- | -------- | ----------- | ------- | --------- |
| 1   | 1713      | Glockengießerei J.C. Bachmann | Bronze   | 1340 mm     | 1430 kg | d′        |
| 2   | 1713      | Glockengießerei J.C. Bachmann | Bronze   | 1055 mm     | 748 kg  | fis′      |
| 3   | 2002      | Glockengießerei A. Bachert    | Bronze   | 910 mm      | 512 kg  | a′        |
| 4   | 2002      | Glockengießerei A. Bachert    | Bronze   | 815 mm      | 360 kg  | h′        |

## Erbbegräbnis (Gruft) der Herren von Schönburg
Aktuell ist in der Kirche nur eine kleine Gruft bekannt, die nur zu Forschungszwecken geöffnet wird. Hier ist „Hans Kaspar von Schönburg“ (1594–1644) „mit seiner Frau  und seinen Kindern“ beigesetzt. Als Herr von Glauchau beglaubigte Hans Caspar 1636 die Statuten (Leges Fisci musicalis) der Glauchauer Kantoreigesellschaft.
Es ist davon auszugehen, dass hier weitere Schönburger ruhen, denn die mittelalterliche Vorgängerkirche der heutigen Barockkirche war eine Eigenkirche der Herren von Schönburg.
Die Kirche war also im Mittelalter keine städtische Kirche, sondern gehörte den Herren von Schönburg. Diese „Haupt-Kirche“ Glauchaus samt umfangreicher Nebengebäude „geist(l)iche und Schulgebäude“ stand unter dem Patronat der Schönburger. 1536 wird das Kirchlehen als „von der Herrschaft zu verleihen“ genannt.

## Ehemaliger (erster) Glauchauer Friedhof
Im Mittelalter befand sich bei St. Georgen der erste bekannte Glauchauer Friedhof, neben einem weiteren auf dem Niklasberg beim Terminierhaus des Zwickauer Franziskanerordens. Ersterer wurde bereits in der Frühen Neuzeit aufgelöst zugunsten eines neuen Friedhofes bei der heute nicht mehr existierenden Gottesackerkirche (heute Schillerpark).
Am 9. September 1556 wurde der neue Glauchauer Hauptfriedhof „am Niedertor“ – also der auf dem Gottesacker – geweiht. Demzufolge muss jener bei St. Georgen zuvor aufgelöst worden sein. Die dortige Gottesackerkirche am heutigen Schillerplatz/Schillerpark, welche 1911 aus unbekannten Gründen abgerissen wurde, war zwischen 1581 und 1583 errichtet worden und am 13. März 1583 geweiht worden. 1799 wird der neue „Gottesacker-Friedhof“ auf einem Glauchauer Meilenblatt benannt, aber 1882 auf einem Stadtplan schon als „Alter Friedhof“. Dieser letztere Gottesacker-Friedhof wurde am 1. Juni 1869 aufgelöst, als an der Lichtensteiner Straße der neue (dritte) Glauchauer Friedhof eingerichtet wurde (geweiht am 3. Juni 1869).
Der ehemalige Friedhof von Sankt Georgen soll sich etwa auf dem heutigen „Kirchplatz“ befunden haben. Dessen Areal wird 1799 auf einem Meilenblatt von Glauchau als „Kirchhof“ und auf einem Stadtplan von 1882 als „Kirchplatz“ betitelt.
Der Kirchplatz ist noch heute (2020) mit Flusssteinen gepflastert. Noch heute stehen mehrere Gebäude um diesen Platz, die teilweise dem (später evangelischen) Pfarramt unterstanden (oder dies noch heute tun).
1892 wurde eine hier stehende Mädchenschule abgerissen. Die ehemalige Knabenschule existiert als Gebäude am Kirchplatz noch.

## Filialkirchen von Sankt Georgen
Bis 1885 war die Gesauer Dorfkirche St. Andreas eine Filialkirche von Sankt Georgen in Glauchau.